# Mon curé champion du régiment
Série Mon curé
Mon curé chez les pauvres
(1956) Mon curé chez les nudistes
(1982)
Pour plus de détails, voir Fiche technique et Distribution.
Mon curé champion du régiment est un film français réalisé par Émile Couzinet, sorti en 1956.
Ce film fait partie de la série des « Mon curé ». Ce personnage prend ses origines dans les romans de Clément Vautel : Mon curé chez les pauvres et Mon curé chez les riches. Il est adapté d’abord au théâtre. Puis au cinéma, les œuvres dans lesquels il apparaît passent progressivement des simples comédies aux films considérés comme nanars.

## Synopsis
Un abbé remplace au pied levé le champion de boxe du régiment, car ce dernier est consigné.

## Fiche technique
- Titre français : Mon curé champion du régiment
- Réalisation : Émile Couzinet
- Scénario : Émile Couzinet, d'après la pièce de Félix Celval, Fernand Beissier et Jacques Bousquet, Le Champion du régiment
- Photographie : Pierre Dolley
- Musique : Paulette Zévaco-Scotto
- Décors : René Renneteau
- Son : Séverin Frankiel
- Production : Émile Couzinet, Burgus Films
- Pays d'origine :  France
- Format : Noir et blanc - 35 mm - Son mono
- Genre : Comédie
- Durée : 95 min
- Dates de sortie : 
  - France : 14 mars 1956

## Distribution
- Frédéric Duvallès : l'abbé Sourire
- Jean Carmet : Tiroir
- Charles Dechamps : le capitaine
- Jacques Torrens: André
- Annick Baugé : Josette
- Pierre Stephen : Honoré de Villetanneuse
- Marcel Pérès : l'adjudant
- Suzanne Baugé : Mme de Villetanneuse
- Charles Bayard
- Jean-Claude Bouton
- Michel Brard
- Pierre Brebans
- Debouk
- Germain Derox
- A. Emboule
- Willy Garrigue
- Harry-Max
- Léandre Matéos
- Anne-Marie Mersen
- Marie Morel
- Frédérique Nadar
- Mimi Pujolle
- Jean-Michel Rank
- Marcel Roche
- Rousseau
- Jacques Sancerre
- Sidoux